# Hydrorybina
Hydrorybina is een geslacht van vlinders van de familie van de grasmotten (Crambidae). De wetenschappelijke naam van dit geslacht is voor het eerst voorgesteld door George Francis Hampson in een publicatie uit 1896.

## Soorten
- H. bicolor (Moore, 1888)
- H. fulvescens Munroe, 1977
- H. polusalis (Walker, 1859)
- H. pryeri (Butler, 1881)
- H. violascens (Hampson, 1917)